# 田辺芳生
田辺 芳生（たなべ よしお、1958年 - ）は日本の建築家。プライム建築都市研究所代表。なお同研究所は2007年から建築設計活動において加瀬谷章紀、小谷野直幸らとパートナー制に移行し、現在では前出の小谷野、大西正朗、鯉淵崇臣との4人体制を敷いている。青森県出身。 

## 経歴
1982年（昭和57年）東京理科大学理工学部建築学科卒業。1984年（昭和59年）東京都立大学 (1949-2011)大学院修士課程修了。1984年（昭和59年）～1989年、日本総合建築事務所（現 日総建）勤務。1989年、PRIME設立。1994年（平成6年）青山環境デザイン研究所講師。1994年（平成6年）から東京理科大学非常勤講師。その他、日本サッカー協会カレッジ講師をつとめる。

## 作品
コンペティション他
松之山ステージ設計コンペティションに入賞のほか「はっと・とりっく－田辺邸」で茨城県建築文化賞最優秀賞、「仲町台の家」でインテリアデザインコンテスト入賞、「CL-HOUSE-田村邸」で神奈川建築コンクール入賞、「垂水協会」で日本建築学会作品選奨、「KSK/春日部のダブルハウス」でJID賞、逗子市公衆トイレアイデアコンペティション入賞。受賞はその他、仙台市近代文学館設計協議特別選賞、環境アイデアコンクール入選、 いわきの家設計コンペ特別賞、東京建築士会設計競技銀賞、千葉市優秀建築賞、グッドデザイン賞、他受賞多数。 
その他作品
「フラッツ452」警視庁「歌舞伎町派出所」山形屋「Y-2 Yamagata Bldg」「戸山ビル」「HFT/東府中の家」「青葉の家」など。「TOD/戸田の家」は『渡辺篤史の建もの探訪』で紹介